# Taym Allah ibn Thalaba
Taym-Al·lah ibn Thàlaba, a vegades Taym-Al·lat ibn Thàlaba, fou una tribu àrab derivada dels Rabia ibn Nizar, dins dels gran grup dels Bakr ibn Wàïl o bakrites. La seva genealogia és Taym-Al·lah ibn Thàlaba ibn Ukaba ibn Sab ibn Alí ibn Bakr ibn Wàïl. Van combatre els làkhmides. Foren aliats dels Banu Qays ibn Thàlaba i associats als Banu Ijil i als Banu Anaza, formant la confederació al-Lahàzim, a la que es van afegir després altres tribus, i van combatre els tamimites fins als primers temps de l'islam. Eren cristians i es van convertir participant en les conquestes i guerres civils. Van tenir alguna influència al Khurasan on un d'ells, Aws ibn Thàlaba, va arribar a ser governador pel califa (883 o 884) durant un any, lluitant contra el governador designat per l'anticalifa Mússab ibn az-Zubayr.